# Beco do Batman
O Beco do Batman é uma travessa localizada na Vila Madalena, um bairro boêmio da zona oeste da cidade de São Paulo, situado no distrito de Pinheiros. Ele está localizado entre as vielas do bairro, mais precisamente nas ruas Gonçalo Afonso e Medeiros de Albuquerque, perto da Estação Clínicas do metrô. Também é possível acessá-lo pela rua Harmonia e travessa Alonso. Trata-se de uma densa concentração de grafites que revestem as ruas do beco.Também há grafites nas ruas próximas.
O trecho recebeu esse nome devido a um grafite do personagem homônimo da DC Comics encontrado nos muros do bairro em 1980. A partir de então, artistas plásticos passaram a cobrir o Beco com arte de influência cubista e psicodélica nas paredes do Beco, o transformando em uma galeria. O local acabou por se tornar um ponto de turismo devido a dezenas de grafites pintados em seus muros; atualmente conta até mesmo com visitas monitoradas realizadas na área. As artes são mantidas pelos grafiteiros e pela comunidade, e as paredes tornaram-se muito disputadas pelos artistas que querem expor seus trabalhos no local.
Devido à sua importância e destaque internacional, é descrito como "uma galeria de grafite a céu aberto de propriedade da comunidade que mostra o trabalho dos melhores artistas de rua de São Paulo" pela revista Time Out, e Vila Madalena é frequentemente considerado como um dos bairros mais legais do mundo pela mesma revista e outras publicações em anos consecutivos.

## História
O beco surgiu em 1975, quando era conhecido como Larguinho. Em 1986, a Ditadura Militar fechou o Conjunto Residencial da Universidade de São Paulo (CRUSP), fazendo com que estudantes da USP que frequentavam os bares locais, como o Sujinho, passassem a alugar casas no bairro. Entre 1980 e 1990, o beco tornou-se um lugar boêmio. Os primeiros a grafitarem no Beco foram Alex Vallauri, o pioneiro do grafitti no Brasil, e os integrantes do Tupinaodá. A escola de samba Pérola Negra também surgiu no bairro. Os estudantes também grafitavam no muro para protestar contra a Ditadura de forma anônima.
O desenho do Batman surgiu em 1980. Carratu dá a autoria a dois garotos de São Caetano do Sul, mas há quem diga que foi um cenógrafo ou grafiteiro. O beco foi se transformando em uma galeria ao céu aberto, e nos anos 90 e 2000 foi se consagrando como um ponto turístico da cidade.
Nos anos 2010, o Beco do Batman consolidou-se como uma das principais atrações de São Paulo, atraindo visitantes interessados em arte urbana e no turismo cultural da região de Vila Madalena. O espaço passou a ser constantemente renovado por grafiteiros nacionais e internacionais, reforçando sua função como galeria a céu aberto e referência no cenário artístico brasileiro.

## Atrações e eventos

### Turismo

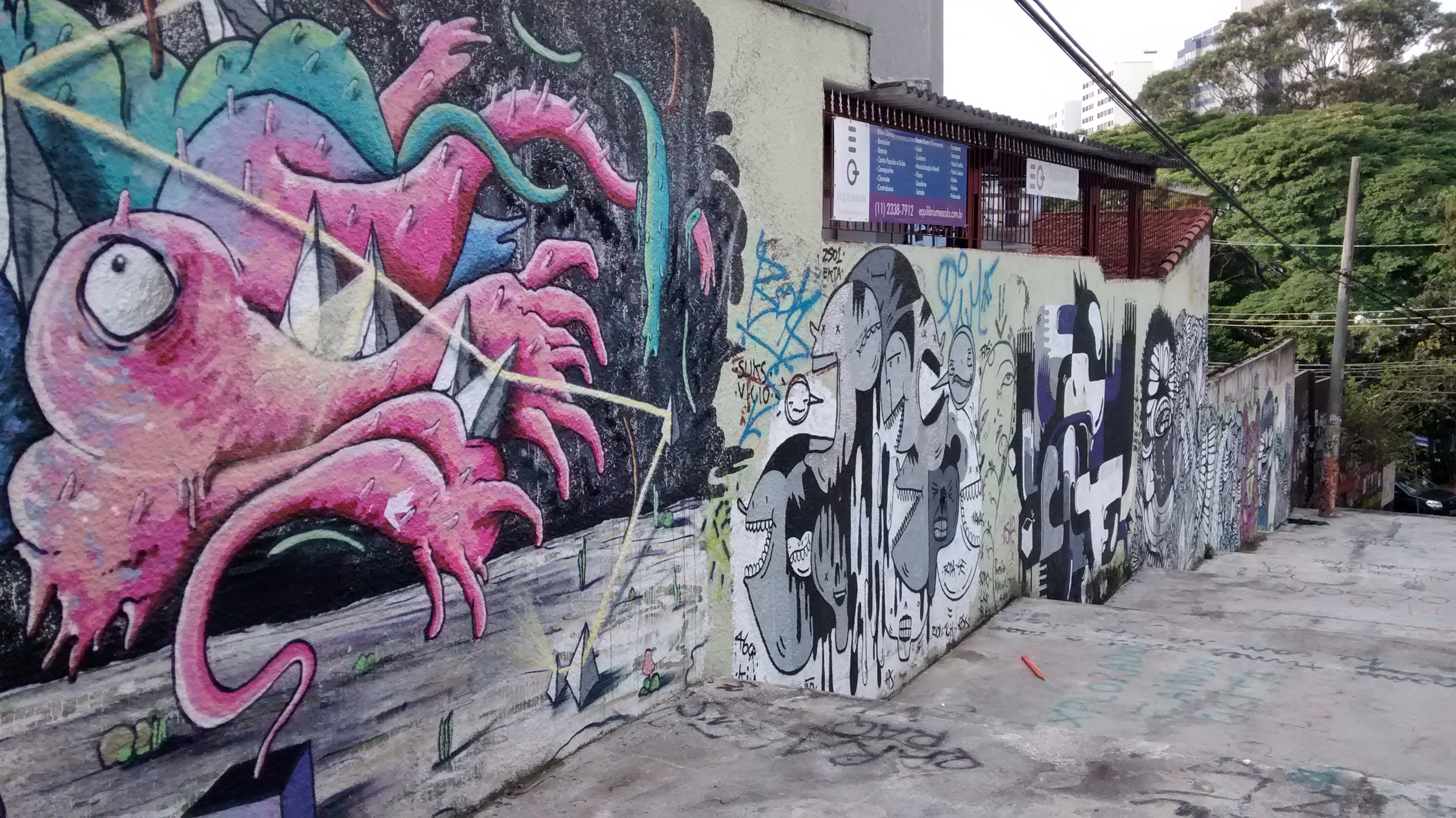
Grafites na Alameda Tim Maia

O local não era bem cuidado pela subprefeitura de Pinheiros e sofria com problemas como roubo de carros. Com o aumento do número de turistas, foram feitos diversos investimentos na região. A Vila Madalena recebeu milhares de turistas durante a Copa do Mundo de 2014, o que levou a uma alta de assaltos no Beco do Batman. A região também sofre com enchentes. Em março de 2022, fortes chuvas atingiram a cidade de São Paulo. A região da Vila Madalena alagou a tal ponto que uma mulher precisou ser resgatada do local. Por isso, a área foi apelidada de Beco do Aquaman.
Em 2015, por iniciativa do professor de física Dirceu Dias de Souza, a viela foi fechada para carros, e em 2016 ganhou iluminação noturna.
Atualmente, o Beco do Batman se consagrou como um ponto turístico da cidade de São Paulo. Em 2022, os atores Antony Starr, Karl Urban, Jack Quaid, Nathan Mitchell, Karen Fukuhara e Claudia Doumit e Eric Kripke assinaram o mural com arte da série The Boys criado por Apolo Torres. O beco também foi palco de peças publicitárias. Em janeiro de 2019, o Beco do Batman foi palco de um protesto de cosplayers do Robin, parceiro do herói da DC Comics, exigindo que o local fosse renomeado para Beco do Robin. O protesto foi uma peça de publicidade da Netflix, que estava divulgando a série Titãs.

### Arte
Os grafites são principalmente de arte cubista e psicodélica. Além dos grafites, outra expressão artística da região são os lambe-lambes, artes feitas com cartazes impressos, que podem ser vistas em postes, muros e comércios. Entre os artistas que expõe seus lambe-lambes no Beco do Batman, está Luis Bueno, conhecido pelas artes do Pelé Beijoqueiro. Outra atração conhecida é a Escadaria do Patápio, nas proximidades do beco. Ela está decorada com azulejos com arte impressa e grafites. As artes se estendem para além do Beco do Batman. Os grafites também estão presentes nas ruas Gonçalo Alonso, Medeiros de Albuquerque e Harmonia, que dão acesso ao beco, e nas ruas Aspicuelta, Simpatia, Faisão, Girassol, Fidalga, Felipe de Alcaçova, Belmiro Braga e Fradique Coutinho. A Travessia Alonso e o Beco do Nego também estão na região.
Entre as galerias de arte que estão nos arredores do Beco do Batman, estão a Ziv Gallery, A7MA, Alma de Rua, Urban Arts e Kobbi & Nielsen.

### Feira de artesanato
A Feira de Artesanato no Beco do Batman funciona em finais de semana e feriados, entre as 9h e 18h.

### Comércio
Existem diversas lojas nas redondezas, como lojas especializadas, lojas de roupas e acessórios, empórios, mercados e lojas de decoração. Além disso, há diversos restaurantes e bares, como Becoartes, Bar do Beco, Coringa do Beco, São Conrado Bar, Seu Justino, La Candelaria, Avoca Toast e Caos Brasilis.

## Protestos

### Muro cinza
Em 10 de abril de 2017, João Batista Silva pintou o muro de sua casa de cinza por estar cansado do barulho feito pelos turistas que passam pelo beco. Os grafiteiros Binho Ribeiro e Boleta, que exibiam sua arte no muro, e outros comerciantes e moradores concordaram com o protesto. O muro foi pichado poucas horas depois, e o subprefeito Paulo Mathias anunciou que João havia autorizado que outra arte fosse feita, e anunciou o aumento da fiscalização e iluminação do local. No dia 29, Binho Ribeiro refez a arte do muro, agora com uma carpa e uma flor azul.

### Assassinato de NegoVila Madalena
Em 29 de novembro de 2020, o policial militar Ernest Decco Granaro matou o artista plástico Wellington Copido Benfati, conhecido como NegoVila Madalena, após um desentendimento durante sua folga, onde ele estava sem uniforme. De acordo com as testemunhas, Wellington estava em uma distribuidora quando, por volta da 4h30, teria tentado parar uma briga entre seu amigo e outras duas pessoas. O PM deu um soco no artista, e ele revidou. O policial teria dado um tiro para o alto e Wellington caiu no chão, então ele teria atirado em seu peito. Ele iria atirar novamente, mas sua amiga se jogou para protegê-lo. Os PMs de delegacia próxima ouviram os tiros e foram ao local, onde prenderam o policial. O caso gerou diversos protestos e homenagens, e os muros do Beco do Batman foram pintados de preto em luto. Cerca de dois meses depois, os artistas renovaram todos os grafites ao mesmo tempo.
Após sua prisão em flagrante por homicídio doloso, a Justiça aceitou a denúncia e decidiu que Ernest deveria continuar preso. Sua defesa alegou que o disparo foi feito acidentalmente.  Após dois adiamentos e um breve período de soltura, em 10 de outubro de 2022, por quatro votos a três, Ernest foi condenado a 15 anos de prisão. Em 10 de janeiro de 2024, a PM o expulsou da organização.

## Projetos

### Projeto Cem Muros
De iniciativa da ONG Projeto Aprendiz em parceria com a Fundação BankBoston e a Fiat, o Projeto Cem Muros revitalizou entre 1999 e 2001 diversos muros da cidade de São Paulo com figuras de mosaico feitas por crianças e adolescentes.

### Escola na Praça
Projeto criado pelo jornalista Gilberto Dimenstein pela ONG Associação Cidade Escola Aprendiz que ajudou a espalhar o grafite pela Vila Madalena entre 2000 e 2012. O local que ficou conhecido como Beco do Aprendiz foi revitalizado neste período.

### Escadaria do Patápio
Quando construído, chamava-se Escadão do Jardim das Bananeiras. Em 2015, ela foi redecorada com azulejos com artes impressas e grafites. Foi renomeada em homenagem ao musicista Patápio Silva, e também é conhecida como Escadaria do Batman. O projeto foi de autoria do artista plástico Élcio Torres, juntamente com o Projeto Azul e uma empresa ceramista.

### Dia Nacional da Pessoa com Deficiência Visual
O site Beco Online foi lançado em 13 de dezembro de 2023, no Dia Nacional da Pessoa com Deficiência Visual. O site proporciona uma experiência sensorial para pessoas cegas ou com baixa visão. Nele, as artes são narradas através de audiodescrições detalhadas. O projeto foi iniciado pelos artistas Boleta e NDRUA. Outra iniciativa foi #PraCegoVer, que criou o primeiro grafite em braile do mundo, do artista Subtu.

### Beco Expandido
Aplicativo lançado em 2021 pela Midiadub, que proporciona uma experiência de realidade aumentada para as obras do Beco do Batman.

## Galeria

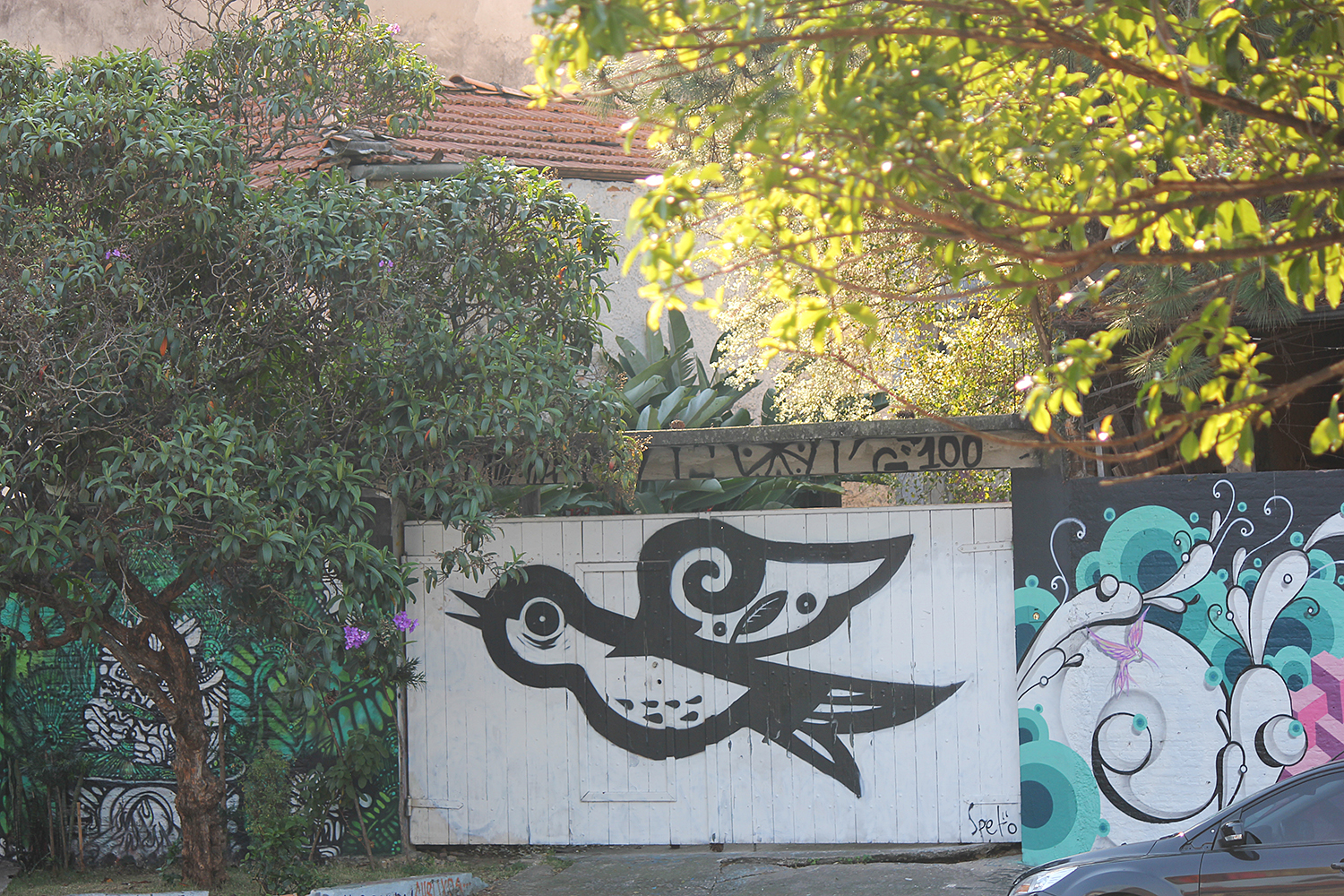
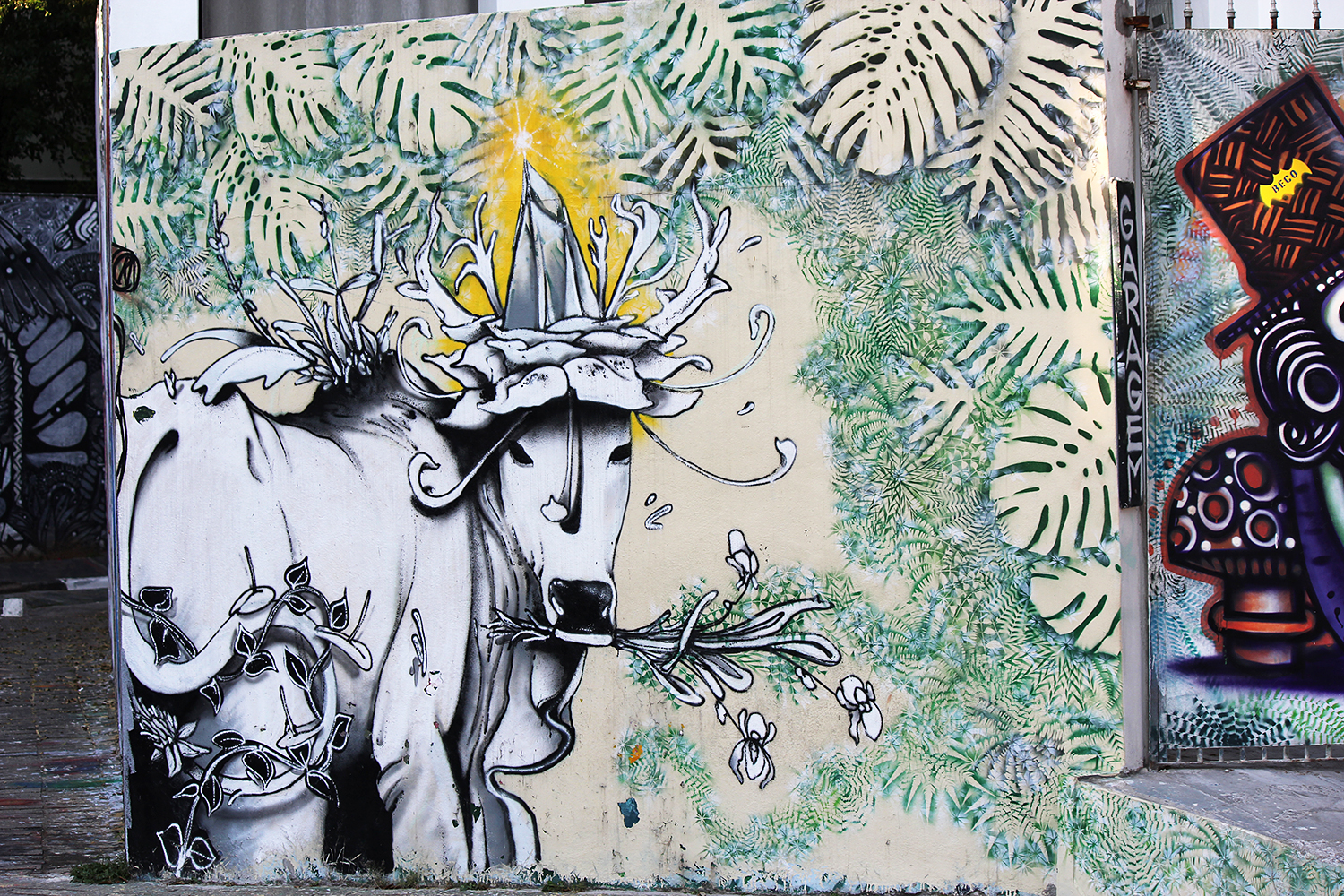
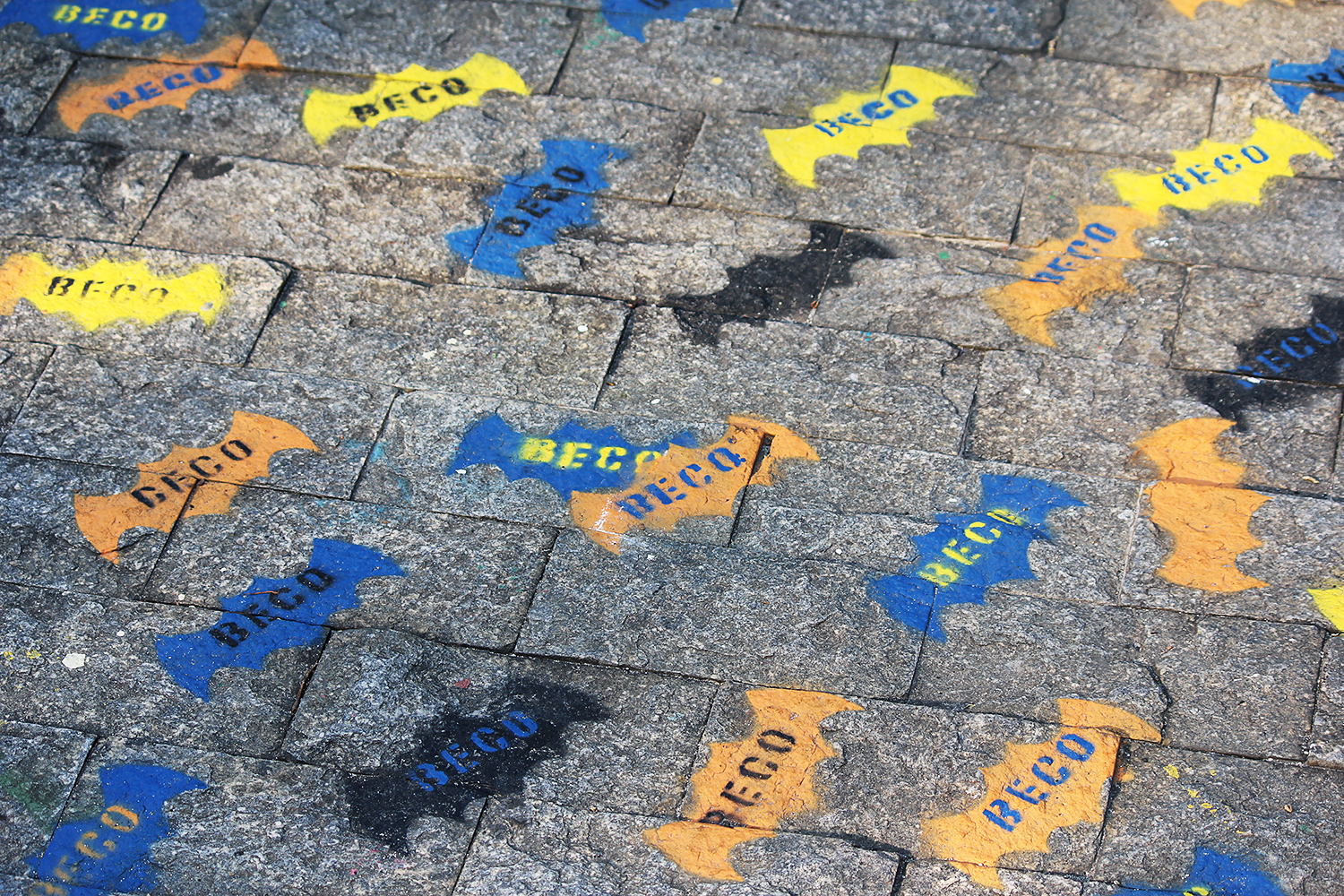
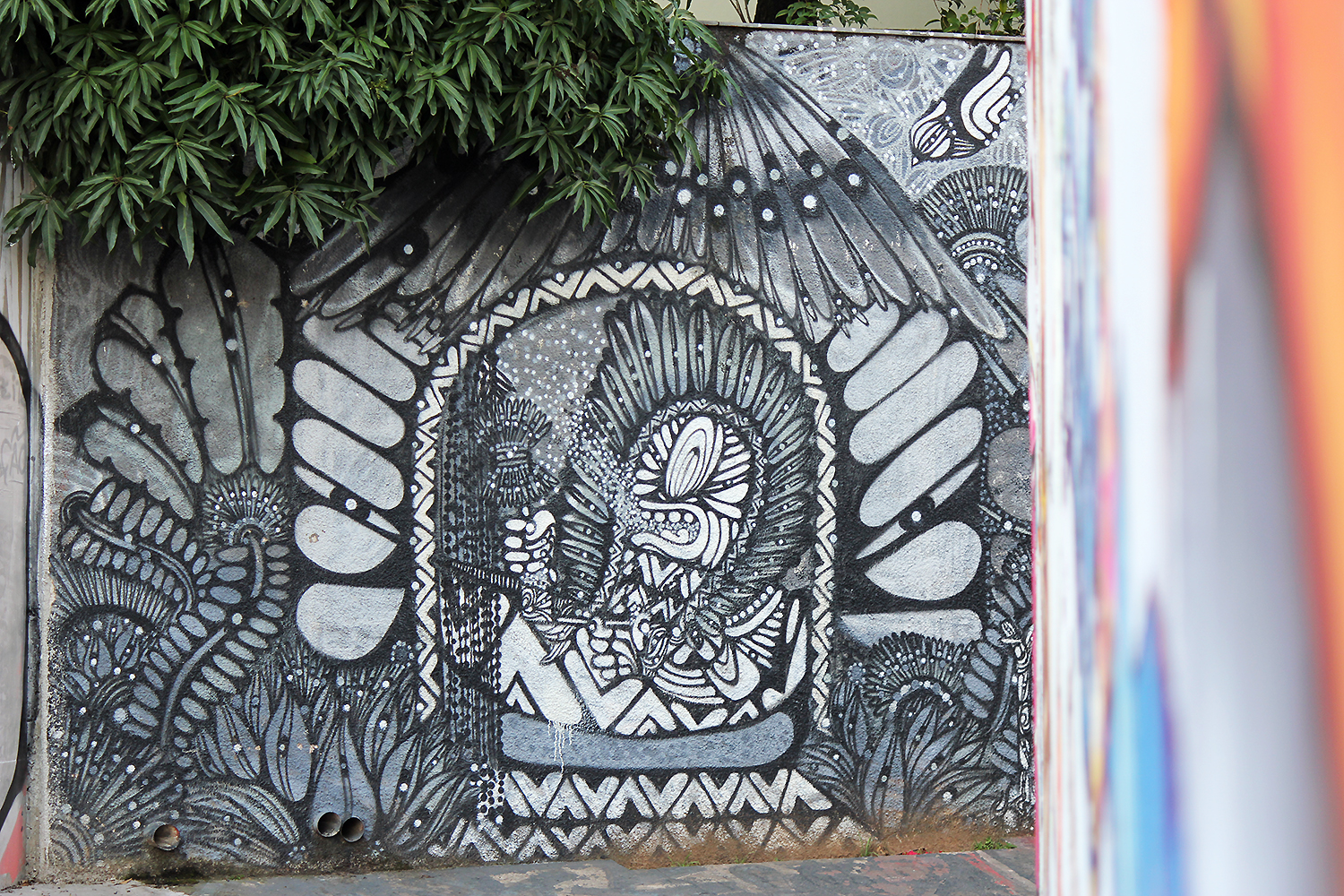
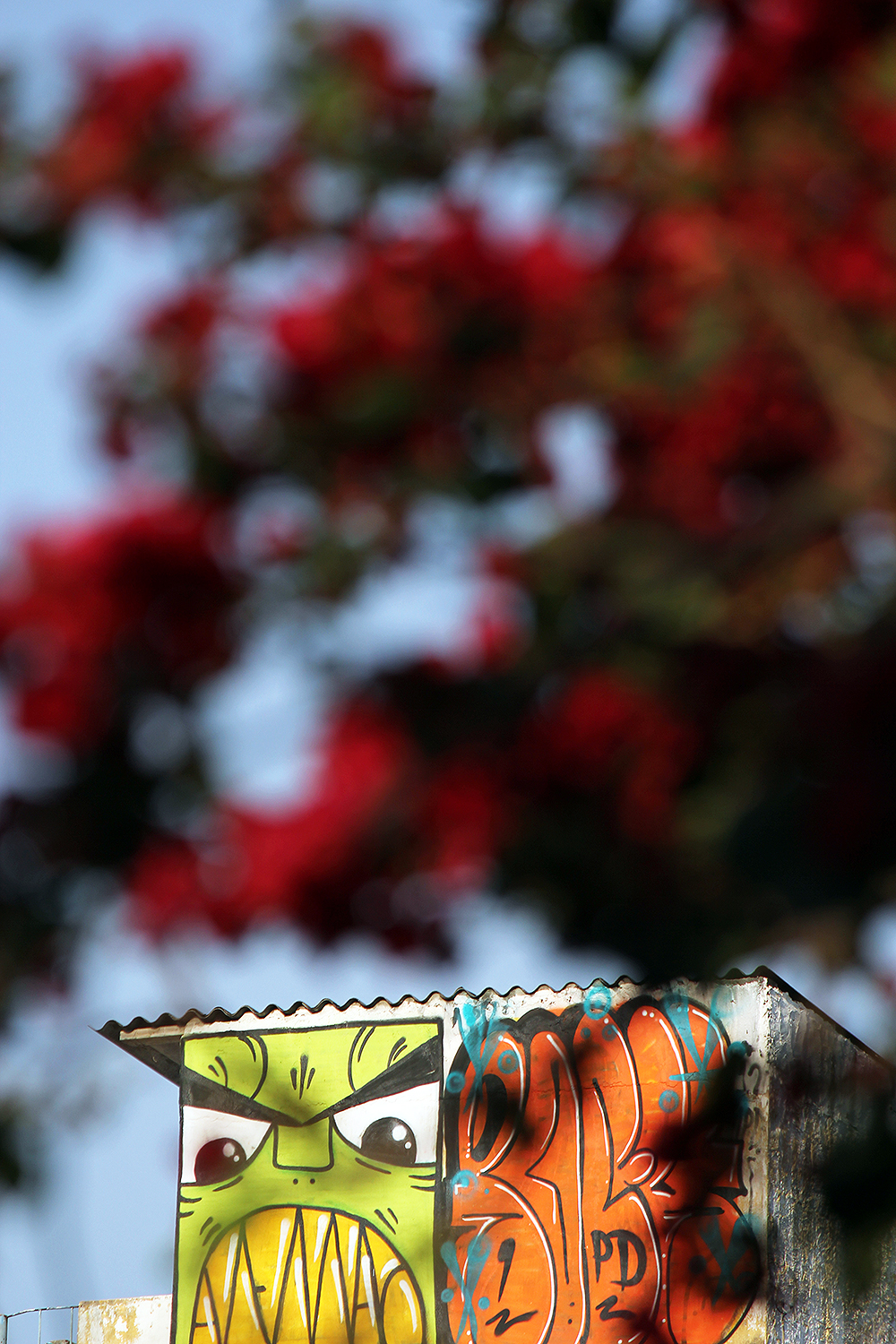
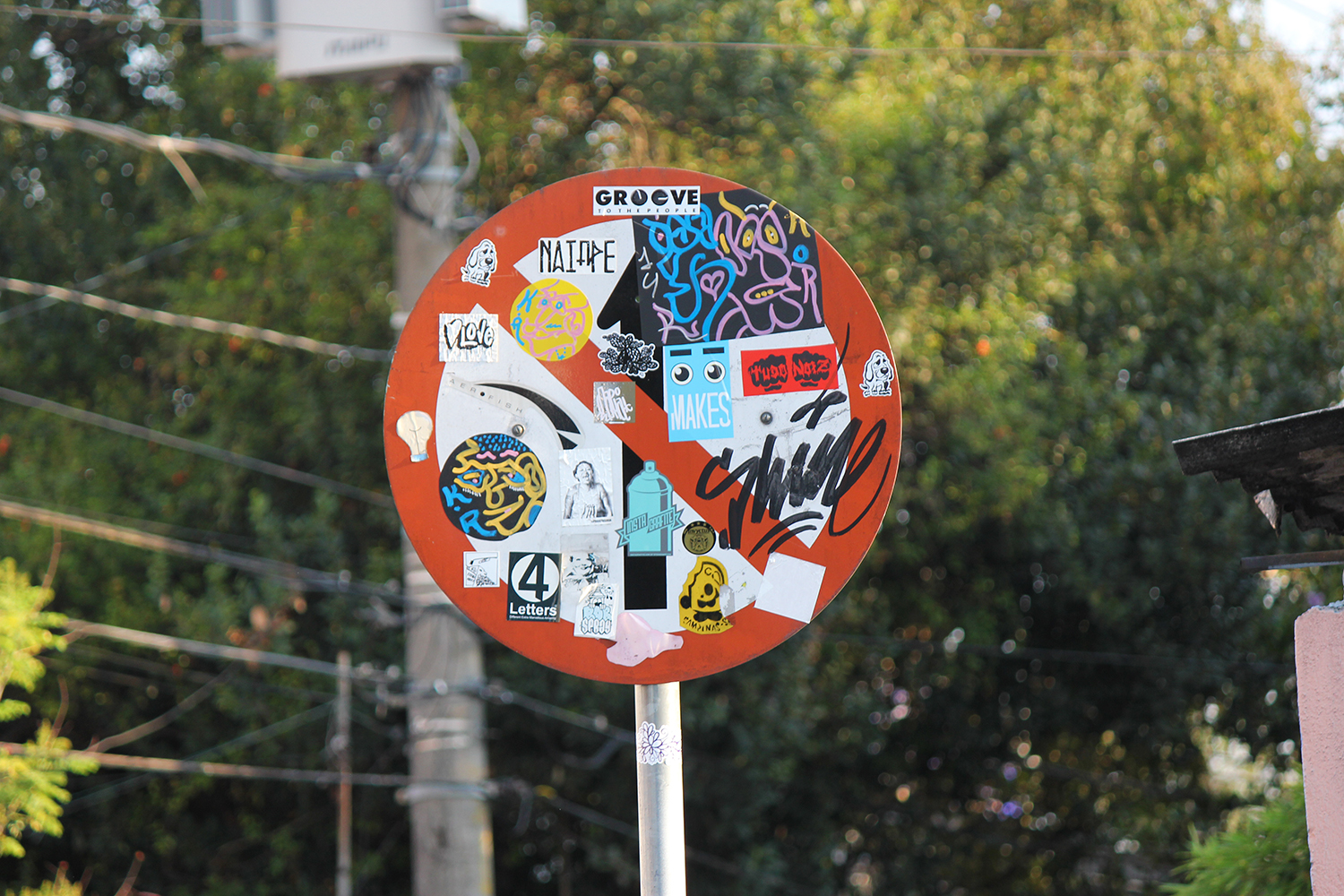
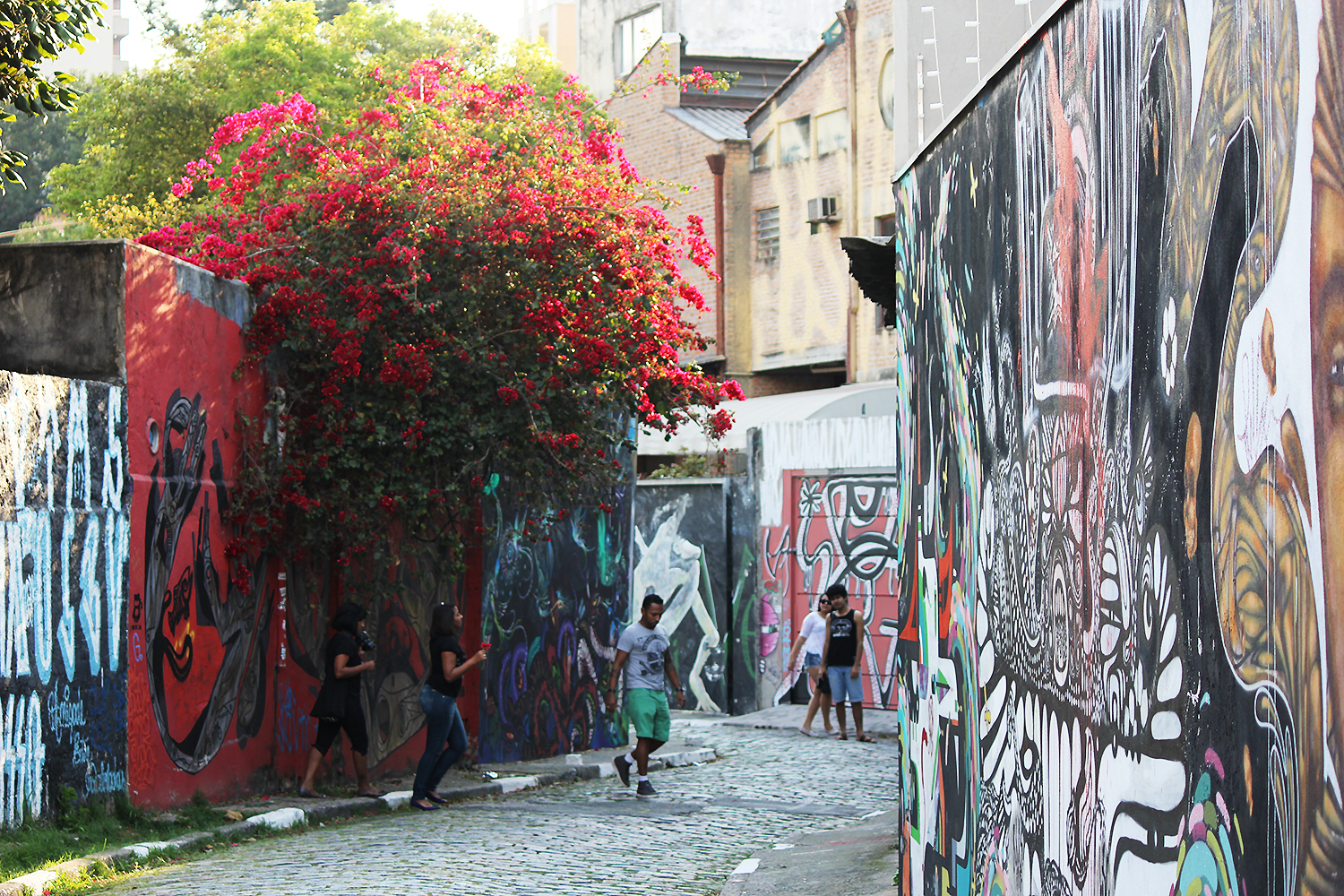
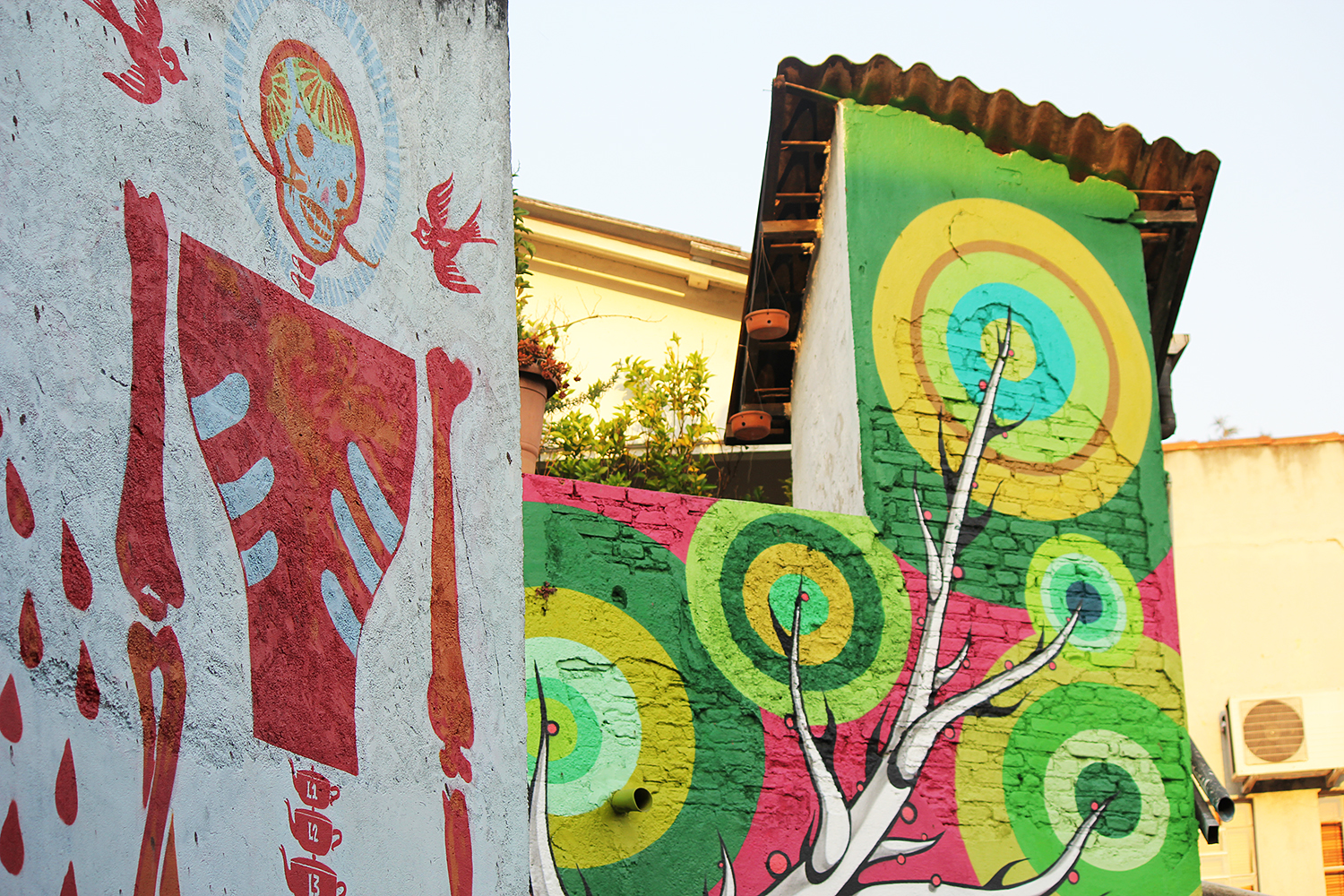